# Terrific Sunday
Terrific Sunday – polski kwartet indie rockowy z Poznania założony w marcu 2013 roku, zakończył działalność w maju 2025. 

## Historia zespołu
Ich debiutancki album studyjny zatytułowany Strangers, Lovers został wydany w październiku 2015 roku. Za płytę grupa zyskała nominację do nagrody Fryderyka 2016 w kategorii „Fonograficzny debiut roku”.

## Dyskografia

### Albumy studyjne
- Strangers, Lovers (2015)
- Młodość (2019)
- Wzloty Bez Upadków (2024)

### Minialbumy (EP)
- Tonight (2013)
- Terrific Sunday (2013)

### Single
- 2015 – „Petty Fame”
- 2015 – „Streets of Love”
- 2015 – „Bombs Away”
- 2016 – „In My Arms”
- 2017 – „Bałtyk”
- 2019 - "Amok"
- 2019 - "Fire Swim"
- 2019 - "Młodość"